# 対称性

図形が、鏡像対称性を持つ例（左）と、鏡像対称性を持たない例（右）。対称性を持たないものは非対称と言う。

対称性（たいしょうせい、羅: symmetria, 希: συμμετρία, 独: Symmetrie, 英: symmetry）とは、ある変換（たとえば、左右反転や45°回転）に関して、変換を適用しても変わらない性質のことをいう。概説
一般に、「ある対象Mが、対称性S（S対称性）をもつ」とは、「S」で指定された操作をMに施しても Mが変わらないことをいう（なお、このような操作を「対称操作」とも呼び、また「変換」とも呼ぶ）。たとえば、「球は（が） 回転対称性をもつ」と言えば、球は、その中心を通る任意の直線を軸にしてどんな角だけ回転させても、もとの球とぴったり重なることを意味する。
芸術分野の用語としてシンメトリー、あるいはシンメトリとして用いられ、人や物の配置や向き、振り付けやポーズについて基準線（主にその場の中心）に対して左右鏡面対称とすることを意味する。これは平面的な対称性に対して用いられ、立体的な対称性については使われにくい。口語では省略され、シンメと呼称されることもある。芸術におけるシンメトリーは整列性を想起させて「美しい」と評されることがあり、そこにこだわりを持つ人物はシンメトリストと呼ばれる。

## 空間の対称性

### 並進対称性
並進対称性は、並進操作（平行移動）に対して対称であること。及びその性質。普通には方向を含めた空間軸、時間軸、あるいは大局性（局在性）に置いて変わらないこと、即ち斉一=均一であること。
連続的対称とは　並進操作においていかなる距離を取っても対称であること。離散的対称とは　並進操作において最小距離（の整数倍）において対称であること。

### 回転対称性
ある図形をある回転角で回転したときに、もとの図形に重なる場合、その図形は回転対称性を持っている。
あらゆる図形は1回転（360°）すると元の図形に重なるが、これは恒等変換にすぎない。
1/2回転（180°）回転して元の図形に重なるものは2回対称であるという。平面では点対称と同義である。1/3回転（120°）回転して元の図形に重なるものは3回対称であるという。以下同様に、1/n 回転して元の図形に重なるものは n 回対称であるという。
一般に回転対称は離散的対称である。任意の回転について対称、あるいは微小回転について対称であるものは等方的である。

### 鏡像対称性
ある図形のある鏡映面に関する鏡像が元の図形と一致するならば、その図形は鏡像対称であるという。例えば、平面上の図形が鏡像対称であるとは、線対称であることを意味する。

## 対称式
式の文字を入れ替えても元の式と変わらない式を対称式という。
例えば {\displaystyle x^{2}+xy+y^{2}\,} は {\displaystyle x\,} と {\displaystyle y\,} の入れ替えについて不変な対称式である。

## 応用

### 物理

#### 結晶
結晶構造は並進対称性、回転対称性および鏡像対称性の組み合わせで表現することができる。それらは点群、空間群にまとめられる。

### 美術
美術におけるシンメトリーとは、対象に中心線を引いて、その左右対称な様式美を指す。実際の人間においては完全に左右が対称になる事は無い。従ってシンメトリーにみられる様式美は憧れの想像美であると言える。

### 数学
- 群論
- 線対称
- 点対称

### 物理学
- ネーターの定理
- 物性物理学 - 結晶
- 第一原理バンド計算 - 周期的境界条件
- CPT定理
- 対称性の破れ
- 超対称性
- 等方的と異方的（連続的な回転対称性）
- 均質（連続的な並進対称性）
- 点群
- 空間 - 時間 - 時空
- 変形 - 変化

### 生物学
- 対称性 (生物学)（英語版）

### 経済学
- 互酬

### 音楽
- 非可逆リズム